# حسن زارعی (بازیگر)
حسن زارعی (زادهٔ ۱۳۳۱) بازیگر و کارگردان اهل ایران است.
از کارهای مشهور او می‌توان به فیلم‌های سینمایی تنگنا و بوی پیراهن یوسف و سریال‌های آئینه، مدرس، این خانه دور است، دیوار به دیوار و چوب خط اشاره کرد.
زارعی در دههٔ ۱۳۶۰ در کارهای متعدد عروسکی تلویزیونی به عنوان کارگردان و عروسک گردان ظاهر شد. از مشهورترین کارهای وی می‌توان به کارگردانی سری سوم مجموعه نمایشی چاق و لاغر در سال ۱۳۶۷ اشاره کرد. در نوروز ۱۳۹۶ و پس از سالها دوری از تلویزیون، با بازی در سریال دیواربه‌دیوار بار دیگر به این رسانه بازگشت.

## فیلم‌شناسی

### سینمایی
- غیبت موجه (۱۳۹۹)
- ما همه با هم هستیم (۱۳۹۷)
- دیدن این فیلم جرم است (۱۳۹۷)
- نهنگ عنبر ۲ (۱۳۹۵)
- نهنگ عنبر (۱۳۹۳)
- زادبوم (۱۳۸۷)
- آوای زندگی (۱۳۸۷)
- زخم زیتون (۱۳۸۳)
- بوی پیراهن یوسف (۱۳۷۴)
- کلاه‌قرمزی و پسرخاله (۱۳۷۳)
- جای امن (۱۳۷۲)
- زنگ‌ها (۱۳۶۴)
- تنگنا (۱۳۵۲)

### نمایش
- رستم وسهراب (۱۳۵۲)
- پهلوان اکبرمی میرد (۱۳۵۴)

### تلویزیونی
- بیست کووید(۱۴۰۲)
- چوب خط (۱۳۹۹)
- محله لب آب (۱۳۹۸)
- مرضیه (۱۳۹۸)
- دیوار به دیوار ۲ (۱۳۹۷)
- دیواربه‌دیوار (۱۳۹۶)
- چراغ جادو (۱۳۸۰)
- آی آدما (۱۳۷۹)
- حکایت میرزا یحیی (۱۳۷۴)
- این خانه دور است (۱۳۷۰)
- مهر و ماه (۱۳۶۹)
- تهران ۵۳ (۱۳۶۷)
- مدرس (۱۳۶۵)
- پایان شب سیه (۱۳۶۵)
- آئینه (۱۳۶۴)

### نمایش خانگی
- خون‌سرد (۱۴۰۱)
- آفتاب‌پرست (۱۴۰۱)
- گردن زنی (۱۴۰۳)

### کارگردان
- چاق و لاغر (سری سوم، ۱۳۶۷)
- نمایش دقیانوس امپراطورشهرافسوس (کارگردانی مشترک) (زمستان۱۳۶۱)